# Gary Driscoll
Gary Driscoll (1946 – Ithaca, giugno 1987) è stato un batterista statunitense.

## Biografia
Nel 1967 si unisce ad una band che cambierà nome in Elf. Nel febbraio 1975  viene reclutato da Ritchie Blackmore per formare i Rainbow. Dopo le registrazioni del primo album, nel settembre dello stesso anno, Driscoll viene licenziato. Dopo il periodo Rainbow, Driscoll suona con gruppi come "Dakota", "Starcastle", "Bible Black".
Nel giugno del 1987 viene trovato ucciso per ignoti motivi.

## Discografia

### Con gli Elf
- 1972 - Elf
- 1974 - Carolina County Ball
- 1975 - Trying to Burn the Sun
- 1978 - The Gargantuan
- 1991 - The Elf Albums

### Con i Rainbow
- 1975 – Ritchie Blackmore's Rainbow